# Alfred Sully

Alfred Sully

Alfred Sully (* 22. Mai 1821 in Philadelphia, Pennsylvanien; † 27. April 1879 in Vancouver, Washington) war Offizier des US-Heeres. Sein höchster Dienstgrad war der eines Brevet-Generalmajors der Freiwilligen während des Sezessionskrieges, im regulären Heer wurde er Oberst.

## Leben
Er wurde als Sohn des Malers Thomas Sully geboren. Alfred Sully besuchte die Militärakademie in  West Point, New York. Er schloss sie 1841 erfolgreich ab.

### Laufbahn bis zum Sezessionskrieg
Als Leutnant wurde er nach Fort Russel in Florida versetzt und nahm am Seminolenkrieg teil. 1842 bis 1846 war er in Sackett's Harbor, New York stationiert. Sully nahm am amerikanisch-mexikanischen Krieg unter anderem an der Belagerung von Veracruz teil und wurde 1847 zum Oberleutnant befördert. 1848 wurde er nach Monterey, Kalifornien und später nach Benicia, Kalifornien versetzt. Er wurde zum Hauptmann befördert und zum Versorgungsoffizier ernannt und nahm in dieser Zeit an Kampagnen gegen Indianer in Nordkalifornien und im südlichen Oregon teil. 1850 heiratete er, seine Frau starb aber im darauf folgenden Jahr im Kindbett. 1854 bis 1861 operierte Sully in den nördlichen Präriegebieten gegen die nördlichen Cheyenne und die Dakota im Gebiet der heutigen Staaten Nebraska, North und South Dakota.

### Sezessionskrieg
1861 wurde Sully nach Fort Leavenworth versetzt und mit der Aufstellung von Truppen für die Union und der Vertreibung der Konföderierten aus St. Joseph und Independence, Missouri beauftragt. 1862 nahm Sully am Halbinsel-Feldzug als Kommandeur des 1. Minnesota-Infanterie-Regiments und an der Schlacht am Antietam teil. Er stieg hierbei zum Oberst und schließlich zum Brigadegeneral auf. Sein Verband war aus Gefangenen der Konföderierten aufgestellt worden.
1863 wurde er unter General John Pope an der Spitze des 1. Minnesota-Infanterie-Regiments wieder in die Prärie kommandiert. Er leitete hierbei die Operationen in North Dakota, die gegen die Arapaho, Cheyenne und Sioux gerichtet waren. Er war Kommandeur der an den Gefechten am Whitestone Hill am 3. September 1863 und der am Killdeer Mountain am 28. Juli 1864 beteiligten Heereseinheiten. Er nahm schließlich auch an den Friedensverhandlungen mit den Stämmen teil. 1865 wurde Sully zum Generalmajor brevetiert. 

### Nach dem Sezessionskrieg
1866 musterte Sully aus dem Freiwilligenheer aus und wurde zum Brevet Brigadegeneral und Oberstleutnant des regulären Heeres befördert. Im gleichen Jahr heiratete er ein zweites Mal. Sully untersuchte für das Heer das Fetterman-Gefecht und vermittelte Frieden mit den Indianerstämmen im Powder River County. 1869 wurde er Superintendent für Indianerangelegenheiten in Montana. 1873 wurde er zum Oberst befördert.